# Pol Retamal
Pol Retamal Ávila (Villafranca del Panadés, 16 de marzo de 1999) es un atleta español especializado en pruebas de velocidad. Posee varios récords de España sub-20 y ha sido medallista en competiciones internacionales sub-18, sub-20 y sub-23. Es el vigente campeón de España absoluto en 200 metros y 6° de Europa de la misma prueba. Actualmente reside en San Martín Sarroca.

## Trayectoria deportiva
Pol Retamal empezó a practicar el atletismo a los cinco años en el Club Esportiu Penedès. A lo largo de su carrera se ha mantenido en un grupo de entrenamiento situado en su localidad natal, Villafranca del Panadés, de la mano del entrenador David Ruiz.
Su primera competición internacional fue el Festival Olímpico de la Juventud Europea de 2015, celebrado en Tiflis. En esta competición para atletas europeos sub-18 consiguió dos medallas: bronce en los 100 metros y plata en el relevo 4 × 100; sin embargo, pese a este primer éxito en los 100 m, la distancia en que ha conseguido más éxitos a lo largo de su carrera es la de 200 metros.
En 2016, siendo aún sub-18, batió el récord de España sub-20 de los 200 metros con una marca de 21.15 segundos. Esta marca le permitió ir al Campeonato de Europa Juvenil, donde consiguió el bronce en los 200 m, además de la plata en el relevo medley, donde corrió el tramo de 300 metros.
En 2017, tras recuperarse de una larga lesión, volvió a batir su récord sub-20 de 200 m, aunque terminó perdiéndolo a manos de Daniel Ambrós. Participó en el Campeonato de Europa Sub-20, donde se quedó a solo dos centésimas del podio de los 200 m, acabando cuarto, aunque sí consiguió el bronce en el 4 × 100 con récord de España incluido.
En 2018, tras varios años sin competir en la temporada invernal, batió hasta cuatro veces el récord nacional sub-20 de 200 m en pista cubierta y se convirtió en el primer atleta español sub-20 en bajar de 21 segundos, con una marca de 20.99 que sigue siendo siendo el récord nacional sub-20 bajo techo. También recuperó el récord sub-20 al aire libre y lo batió otras cuatro veces, dejándolo en 20.81. Este último récord lo consiguió en las eliminatorias del Mundial Sub-20, donde volvió a ser cuarto. Además, su marca le permitió debutar como internacional absoluto en el Campeonato de Europa celebrado en Berlín, donde no pasó de la primera ronda pese a tener una buena actuación para sus posibilidades. Tampoco pudo pasar a la final con el relevo 4 × 100.
En 2019, su primer año en la categoría sub-23, consiguió ser campeón de España absoluto por partida doble: de forma individual en su prueba de 200 metros y como integrante del equipo del FC Barcelona en el relevo 4 × 100. Unos días antes había llevado su marca personal en los 200 m hasta 20.49, lo que lo colocaba segundo en el ranking nacional absoluto de todos los tiempos, solo por detrás del plusmarquista nacional Bruno Hortelano. A nivel internacional, participó en el Europeo Sub-23, donde fue quinto en los 200 m, y formó parte del cuarteto español que consiguió el cuarto puesto en el 4 × 100 del Campeonato de Europa por Equipos.
Tras sufrir varias lesiones en 2020 y principios de 2021, en verano de ese año Retamal participó con el equipo nacional en el Campeonato del Mundo de Relevos en 4 × 100 m en Chorzów (Silesia), donde finalizó 11.º. Cuatro semanas más tarde volvería al mismo lugar para disputar el 4 × 100m del Campeonato de Europa de Equipos, donde obtuvo el segundo puesto para España. Un mes más tarde, consiguió ser campeón de España Sub-23 de 200 m en Nerja y subcampeón de España absoluto de la misma distancia en Getafe. Además, volvió a subir a un podio internacional al lograr la medalla de bronce en el 200 m y la medalla de plata en el relevo 4 × 100 m del Campeonato de Europa Sub-23.
En 2022 fue campeón de España absoluto de 200m en Nerja y formó parte del relevo español 4 × 100 m del Campeonato del Mundo, sin lograr el paso a la final. En el Campeonato de Europa sí pudo participar en su distancia favorita, los 200 m, y llegar a la final, donde acabó sexto. Aunque estaba seleccionado también para el relevo 4 × 100 m, no llegó a participar al celebrarse las series el mismo día que su final de 200 m
En 2023 formó parte de la selección española en los Juegos Europeos y terminó sexto en su prueba de los 200 m, contribuyendo así a la cuarta plaza por naciones.

## Competiciones internacionales
| Representando a España \| Año \| Competición \| Sede \| Puesto \| Prueba \| Marca \| \| ---- \| ---------------------------------------- \| --------- \| ----------------- \| ---------------- \| ------------- \| \| 2015 \| Festival Olímpico de la Juventud Europea \| Tiflis \| Medalla de bronce \| 100 m \| 10.92 \| \| 2015 \| Festival Olímpico de la Juventud Europea \| Tiflis \| Medalla de plata \| Relevo 4 × 100 m \| 42.46 \| \| 2016 \| Campeonato Europeo Juvenil \| Tiflis \| Medalla de bronce \| 200 m \| 21.24 \| \| 2016 \| Campeonato Europeo Juvenil \| Tiflis \| Medalla de plata \| Relevo medley \| 1:53.62 [n 1] \| \| 2017 \| Campeonato Europeo Sub-20 \| Grosseto \| 4.º \| 200 m \| 21.02 \| \| 2017 \| Campeonato Europeo Sub-20 \| Grosseto \| Medalla de bronce \| Relevo 4 × 100 m \| 39.59 [n 2] \| \| 2018 \| Campeonato Mundial Sub-20 \| Tampere \| 4.º \| 200 m \| 20.85[n 3] \| \| 2018 \| Campeonato de Europa \| Berlín \| 16.º (s.) \| 200 m \| 20.92 \| \| 2018 \| Campeonato de Europa \| Berlín \| 9.º (s.) \| Relevo 4 × 100 m \| 39.15 \| \| 2019 \| Campeonato Europeo Sub-23 \| Gävle \| 5.º \| 200 m \| 21.19 \| \| 2019 \| Campeonato Europeo por Equipos \| Bydgoszcz \| 4.º \| 4 × 100 m \| 39.25 \| \| 2021 \| Campeonato Europeo por Equipos \| Chorzów \| Medalla de plata \| 4 × 100 m \| 39.07 \| \| 2021 \| Campeonato Europeo Sub-23 \| Tallin \| Medalla de bronce \| 200 m \| 20.76 \| \| 2021 \| Campeonato Europeo Sub-23 \| Tallin \| Medalla de plata \| 4 × 100 m \| 39.00 \| \| 2022 \| Campeonato del Mundo \| Eugene \| 9.º (s.) \| 4 × 100 m \| 38.70 \| \| 2022 \| Campeonato de Europa \| Múnich \| 6.º \| 200 m \| 20.63 \| \| 2023 \| Juegos Europeos \| Chorzów \| 6.º \| 200 m \| 20.86 \| | Representando a España \| Año \| Competición \| Sede \| Puesto \| Prueba \| Marca \| \| ---- \| ---------------------------------------- \| --------- \| ----------------- \| ---------------- \| ------------- \| \| 2015 \| Festival Olímpico de la Juventud Europea \| Tiflis \| Medalla de bronce \| 100 m \| 10.92 \| \| 2015 \| Festival Olímpico de la Juventud Europea \| Tiflis \| Medalla de plata \| Relevo 4 × 100 m \| 42.46 \| \| 2016 \| Campeonato Europeo Juvenil \| Tiflis \| Medalla de bronce \| 200 m \| 21.24 \| \| 2016 \| Campeonato Europeo Juvenil \| Tiflis \| Medalla de plata \| Relevo medley \| 1:53.62 [n 1] \| \| 2017 \| Campeonato Europeo Sub-20 \| Grosseto \| 4.º \| 200 m \| 21.02 \| \| 2017 \| Campeonato Europeo Sub-20 \| Grosseto \| Medalla de bronce \| Relevo 4 × 100 m \| 39.59 [n 2] \| \| 2018 \| Campeonato Mundial Sub-20 \| Tampere \| 4.º \| 200 m \| 20.85[n 3] \| \| 2018 \| Campeonato de Europa \| Berlín \| 16.º (s.) \| 200 m \| 20.92 \| \| 2018 \| Campeonato de Europa \| Berlín \| 9.º (s.) \| Relevo 4 × 100 m \| 39.15 \| \| 2019 \| Campeonato Europeo Sub-23 \| Gävle \| 5.º \| 200 m \| 21.19 \| \| 2019 \| Campeonato Europeo por Equipos \| Bydgoszcz \| 4.º \| 4 × 100 m \| 39.25 \| \| 2021 \| Campeonato Europeo por Equipos \| Chorzów \| Medalla de plata \| 4 × 100 m \| 39.07 \| \| 2021 \| Campeonato Europeo Sub-23 \| Tallin \| Medalla de bronce \| 200 m \| 20.76 \| \| 2021 \| Campeonato Europeo Sub-23 \| Tallin \| Medalla de plata \| 4 × 100 m \| 39.00 \| \| 2022 \| Campeonato del Mundo \| Eugene \| 9.º (s.) \| 4 × 100 m \| 38.70 \| \| 2022 \| Campeonato de Europa \| Múnich \| 6.º \| 200 m \| 20.63 \| \| 2023 \| Juegos Europeos \| Chorzów \| 6.º \| 200 m \| 20.86 \| | Representando a España \| Año \| Competición \| Sede \| Puesto \| Prueba \| Marca \| \| ---- \| ---------------------------------------- \| --------- \| ----------------- \| ---------------- \| ------------- \| \| 2015 \| Festival Olímpico de la Juventud Europea \| Tiflis \| Medalla de bronce \| 100 m \| 10.92 \| \| 2015 \| Festival Olímpico de la Juventud Europea \| Tiflis \| Medalla de plata \| Relevo 4 × 100 m \| 42.46 \| \| 2016 \| Campeonato Europeo Juvenil \| Tiflis \| Medalla de bronce \| 200 m \| 21.24 \| \| 2016 \| Campeonato Europeo Juvenil \| Tiflis \| Medalla de plata \| Relevo medley \| 1:53.62 [n 1] \| \| 2017 \| Campeonato Europeo Sub-20 \| Grosseto \| 4.º \| 200 m \| 21.02 \| \| 2017 \| Campeonato Europeo Sub-20 \| Grosseto \| Medalla de bronce \| Relevo 4 × 100 m \| 39.59 [n 2] \| \| 2018 \| Campeonato Mundial Sub-20 \| Tampere \| 4.º \| 200 m \| 20.85[n 3] \| \| 2018 \| Campeonato de Europa \| Berlín \| 16.º (s.) \| 200 m \| 20.92 \| \| 2018 \| Campeonato de Europa \| Berlín \| 9.º (s.) \| Relevo 4 × 100 m \| 39.15 \| \| 2019 \| Campeonato Europeo Sub-23 \| Gävle \| 5.º \| 200 m \| 21.19 \| \| 2019 \| Campeonato Europeo por Equipos \| Bydgoszcz \| 4.º \| 4 × 100 m \| 39.25 \| \| 2021 \| Campeonato Europeo por Equipos \| Chorzów \| Medalla de plata \| 4 × 100 m \| 39.07 \| \| 2021 \| Campeonato Europeo Sub-23 \| Tallin \| Medalla de bronce \| 200 m \| 20.76 \| \| 2021 \| Campeonato Europeo Sub-23 \| Tallin \| Medalla de plata \| 4 × 100 m \| 39.00 \| \| 2022 \| Campeonato del Mundo \| Eugene \| 9.º (s.) \| 4 × 100 m \| 38.70 \| \| 2022 \| Campeonato de Europa \| Múnich \| 6.º \| 200 m \| 20.63 \| \| 2023 \| Juegos Europeos \| Chorzów \| 6.º \| 200 m \| 20.86 \| | Representando a España \| Año \| Competición \| Sede \| Puesto \| Prueba \| Marca \| \| ---- \| ---------------------------------------- \| --------- \| ----------------- \| ---------------- \| ------------- \| \| 2015 \| Festival Olímpico de la Juventud Europea \| Tiflis \| Medalla de bronce \| 100 m \| 10.92 \| \| 2015 \| Festival Olímpico de la Juventud Europea \| Tiflis \| Medalla de plata \| Relevo 4 × 100 m \| 42.46 \| \| 2016 \| Campeonato Europeo Juvenil \| Tiflis \| Medalla de bronce \| 200 m \| 21.24 \| \| 2016 \| Campeonato Europeo Juvenil \| Tiflis \| Medalla de plata \| Relevo medley \| 1:53.62 [n 1] \| \| 2017 \| Campeonato Europeo Sub-20 \| Grosseto \| 4.º \| 200 m \| 21.02 \| \| 2017 \| Campeonato Europeo Sub-20 \| Grosseto \| Medalla de bronce \| Relevo 4 × 100 m \| 39.59 [n 2] \| \| 2018 \| Campeonato Mundial Sub-20 \| Tampere \| 4.º \| 200 m \| 20.85[n 3] \| \| 2018 \| Campeonato de Europa \| Berlín \| 16.º (s.) \| 200 m \| 20.92 \| \| 2018 \| Campeonato de Europa \| Berlín \| 9.º (s.) \| Relevo 4 × 100 m \| 39.15 \| \| 2019 \| Campeonato Europeo Sub-23 \| Gävle \| 5.º \| 200 m \| 21.19 \| \| 2019 \| Campeonato Europeo por Equipos \| Bydgoszcz \| 4.º \| 4 × 100 m \| 39.25 \| \| 2021 \| Campeonato Europeo por Equipos \| Chorzów \| Medalla de plata \| 4 × 100 m \| 39.07 \| \| 2021 \| Campeonato Europeo Sub-23 \| Tallin \| Medalla de bronce \| 200 m \| 20.76 \| \| 2021 \| Campeonato Europeo Sub-23 \| Tallin \| Medalla de plata \| 4 × 100 m \| 39.00 \| \| 2022 \| Campeonato del Mundo \| Eugene \| 9.º (s.) \| 4 × 100 m \| 38.70 \| \| 2022 \| Campeonato de Europa \| Múnich \| 6.º \| 200 m \| 20.63 \| \| 2023 \| Juegos Europeos \| Chorzów \| 6.º \| 200 m \| 20.86 \| | Representando a España \| Año \| Competición \| Sede \| Puesto \| Prueba \| Marca \| \| ---- \| ---------------------------------------- \| --------- \| ----------------- \| ---------------- \| ------------- \| \| 2015 \| Festival Olímpico de la Juventud Europea \| Tiflis \| Medalla de bronce \| 100 m \| 10.92 \| \| 2015 \| Festival Olímpico de la Juventud Europea \| Tiflis \| Medalla de plata \| Relevo 4 × 100 m \| 42.46 \| \| 2016 \| Campeonato Europeo Juvenil \| Tiflis \| Medalla de bronce \| 200 m \| 21.24 \| \| 2016 \| Campeonato Europeo Juvenil \| Tiflis \| Medalla de plata \| Relevo medley \| 1:53.62 [n 1] \| \| 2017 \| Campeonato Europeo Sub-20 \| Grosseto \| 4.º \| 200 m \| 21.02 \| \| 2017 \| Campeonato Europeo Sub-20 \| Grosseto \| Medalla de bronce \| Relevo 4 × 100 m \| 39.59 [n 2] \| \| 2018 \| Campeonato Mundial Sub-20 \| Tampere \| 4.º \| 200 m \| 20.85[n 3] \| \| 2018 \| Campeonato de Europa \| Berlín \| 16.º (s.) \| 200 m \| 20.92 \| \| 2018 \| Campeonato de Europa \| Berlín \| 9.º (s.) \| Relevo 4 × 100 m \| 39.15 \| \| 2019 \| Campeonato Europeo Sub-23 \| Gävle \| 5.º \| 200 m \| 21.19 \| \| 2019 \| Campeonato Europeo por Equipos \| Bydgoszcz \| 4.º \| 4 × 100 m \| 39.25 \| \| 2021 \| Campeonato Europeo por Equipos \| Chorzów \| Medalla de plata \| 4 × 100 m \| 39.07 \| \| 2021 \| Campeonato Europeo Sub-23 \| Tallin \| Medalla de bronce \| 200 m \| 20.76 \| \| 2021 \| Campeonato Europeo Sub-23 \| Tallin \| Medalla de plata \| 4 × 100 m \| 39.00 \| \| 2022 \| Campeonato del Mundo \| Eugene \| 9.º (s.) \| 4 × 100 m \| 38.70 \| \| 2022 \| Campeonato de Europa \| Múnich \| 6.º \| 200 m \| 20.63 \| \| 2023 \| Juegos Europeos \| Chorzów \| 6.º \| 200 m \| 20.86 \| | Representando a España \| Año \| Competición \| Sede \| Puesto \| Prueba \| Marca \| \| ---- \| ---------------------------------------- \| --------- \| ----------------- \| ---------------- \| ------------- \| \| 2015 \| Festival Olímpico de la Juventud Europea \| Tiflis \| Medalla de bronce \| 100 m \| 10.92 \| \| 2015 \| Festival Olímpico de la Juventud Europea \| Tiflis \| Medalla de plata \| Relevo 4 × 100 m \| 42.46 \| \| 2016 \| Campeonato Europeo Juvenil \| Tiflis \| Medalla de bronce \| 200 m \| 21.24 \| \| 2016 \| Campeonato Europeo Juvenil \| Tiflis \| Medalla de plata \| Relevo medley \| 1:53.62 [n 1] \| \| 2017 \| Campeonato Europeo Sub-20 \| Grosseto \| 4.º \| 200 m \| 21.02 \| \| 2017 \| Campeonato Europeo Sub-20 \| Grosseto \| Medalla de bronce \| Relevo 4 × 100 m \| 39.59 [n 2] \| \| 2018 \| Campeonato Mundial Sub-20 \| Tampere \| 4.º \| 200 m \| 20.85[n 3] \| \| 2018 \| Campeonato de Europa \| Berlín \| 16.º (s.) \| 200 m \| 20.92 \| \| 2018 \| Campeonato de Europa \| Berlín \| 9.º (s.) \| Relevo 4 × 100 m \| 39.15 \| \| 2019 \| Campeonato Europeo Sub-23 \| Gävle \| 5.º \| 200 m \| 21.19 \| \| 2019 \| Campeonato Europeo por Equipos \| Bydgoszcz \| 4.º \| 4 × 100 m \| 39.25 \| \| 2021 \| Campeonato Europeo por Equipos \| Chorzów \| Medalla de plata \| 4 × 100 m \| 39.07 \| \| 2021 \| Campeonato Europeo Sub-23 \| Tallin \| Medalla de bronce \| 200 m \| 20.76 \| \| 2021 \| Campeonato Europeo Sub-23 \| Tallin \| Medalla de plata \| 4 × 100 m \| 39.00 \| \| 2022 \| Campeonato del Mundo \| Eugene \| 9.º (s.) \| 4 × 100 m \| 38.70 \| \| 2022 \| Campeonato de Europa \| Múnich \| 6.º \| 200 m \| 20.63 \| \| 2023 \| Juegos Europeos \| Chorzów \| 6.º \| 200 m \| 20.86 \| |
| Año | Competición | Sede | Puesto | Prueba | Marca |
| --- | --- | --- | --- | --- | --- |
| 2015 | Festival Olímpico de la Juventud Europea | Tiflis | Medalla de bronce | 100 m | 10.92 |
| 2015 | Festival Olímpico de la Juventud Europea | Tiflis | Medalla de plata | Relevo 4 × 100 m | 42.46 |
| 2016 | Campeonato Europeo Juvenil | Tiflis | Medalla de bronce | 200 m | 21.24 |
| 2016 | Campeonato Europeo Juvenil | Tiflis | Medalla de plata | Relevo medley | 1:53.62 |
| 2017 | Campeonato Europeo Sub-20 | Grosseto | 4.º | 200 m | 21.02 |
| 2017 | Campeonato Europeo Sub-20 | Grosseto | Medalla de bronce | Relevo 4 × 100 m | 39.59 |
| 2018 | Campeonato Mundial Sub-20 | Tampere | 4.º | 200 m | 20.85 |
| 2018 | Campeonato de Europa | Berlín | 16.º (s.) | 200 m | 20.92 |
| 2018 | Campeonato de Europa | Berlín | 9.º (s.) | Relevo 4 × 100 m | 39.15 |
| 2019 | Campeonato Europeo Sub-23 | Gävle | 5.º | 200 m | 21.19 |
| 2019 | Campeonato Europeo por Equipos | Bydgoszcz | 4.º | 4 × 100 m | 39.25 |
| 2021 | Campeonato Europeo por Equipos | Chorzów | Medalla de plata | 4 × 100 m | 39.07 |
| 2021 | Campeonato Europeo Sub-23 | Tallin | Medalla de bronce | 200 m | 20.76 |
| 2021 | Campeonato Europeo Sub-23 | Tallin | Medalla de plata | 4 × 100 m | 39.00 |
| 2022 | Campeonato del Mundo | Eugene | 9.º (s.) | 4 × 100 m | 38.70 |
| 2022 | Campeonato de Europa | Múnich | 6.º | 200 m | 20.63 |
| 2023 | Juegos Europeos | Chorzów | 6.º | 200 m | 20.86 |

1. ↑  Récord en categoría sub-18
2. ↑  Récord en categoría sub-20
3. ↑  20.81  sub-20 en series

## Marcas personales
| Prueba     | Marca | Viento | Lugar     | Fecha               |
| ---------- | ----- | ------ | --------- | ------------------- |
| 100 metros | 10.31 | 0.0    | Barcelona | 5 de julio de 2022  |
| 200 metros | 20.28 | - 1.1  | Nerja     | 26 de junio de 2022 |

| Prueba     | Marca | Lugar    | Fecha               |
| ---------- | ----- | -------- | ------------------- |
| 60 metros  | 6.76  | Zaragoza | 22 de enero de 2022 |
| 200 metros | 20.99 | Orense   | 4 de marzo de 2018  |

## Récords
En la actualidad, Pol Retamal posee cinco récords y mejores marcas de España en distintas categorías.

### Récords y mejores marcas españolas

#### Récords sub-20
- 200 m (20.81)
- 200 m en pista cubierta (20.99)

#### Mejores marcas sub-18
- 200 m (21.15)
- Relevo 4 × 100 m (41.09, con Sergio López, Santiago Represas y Jordi Merucci)
- Relevo medley (1:53.62, con Sergio López, Jesús Gómez e Iván Alba)

1. ↑  Tanto World Athletics como la RFEA solo consideran récords los conseguidos en categoría absoluta o sub-20; para otros grupos de edad se consideran mejores marcas.